# Teleomorphe
Die Teleomorphe bezeichnet in der Mykologie die Meiosporen bildende Hauptfruchtform (d. h. geschlechtliche Form) von Pilzen mit einem pleomorphen Entwicklungszyklus. Eine ausschließlich Mitosporen (Konidien) bildende Nebenfruchtform heißt demgegenüber Anamorphe (d. h. ungeschlechtliche Form).
Ein Beispiel für eine Teleomorphe ist Didymella ligulicola, der Erreger der Ascochyta-Krankheit bei Chrysanthemen, Zinnien und anderen Korbblütlern (Asteraceae); die zugehörige Anamorphe heißt Ascochyta chrysanthemi. 